# Septoria gladioli
Septoria gladioli är en svampart som beskrevs av Pass. 1875. Septoria gladioli ingår i släktet Septoria och familjen Mycosphaerellaceae.   Inga underarter finns listade i Catalogue of Life.